# Championnats d'Afrique de breakdance
Les Championnats d'Afrique de breakdance sont une compétition sportive organisée annuellement par la Fédération mondiale de danse sportive, qui voit s'affronter les meilleurs pratiquants de breakdance du continent africain.
La première édition de cette compétition continentale a lieu en 2023,.

## Éditions
| Édition | Année | Lieu  | Champion                    | Championne                                |
| ------- | ----- | ----- | --------------------------- | ----------------------------------------- |
| 1re     | 2023  | Rabat | Bilal Mallakh (Billy) (MAR) | Fatima Zahra El Mamouny (Elmamouny) (MAR) |